# 2022年ウクライナ夏季の反転攻勢
2022年ウクライナ夏季の反転攻勢（2022ねんウクライナかきのはんてんこうせい、英: 2022 Ukraine summer counteroffensive ）は、 2022年ロシアのウクライナ侵攻におけるウクライナ側の戦略である。この攻勢はハリコフ州地域奪還のための陽動であり、結果としてハリコフ州の大半を奪還した。

## 背景

### ウクライナ軍の思惑
本攻勢はハリコフ州を奪還する為に行われた欺瞞作戦であり、ウクライナはヘルソン方面を攻撃すると発表する事によって、ロシア軍はヘルソンの戦略的価値や、もともとロシア軍は8月のクリミアへの攻撃や、パルチザンの拠点になっており、ヘルソンでの支配が脆弱であったため、南部での攻勢はありえる見解をしていた。その為、ロシア軍はハリコフ方面の戦力を南部方面へ輸送させた。西側の軍事アナリストは、この兵員輸送によりハリコフ州での戦闘は比較的に少なくなっていたと指摘している。更にウクライナ軍は南部の攻勢発表の信頼性を上げる為にHIMARSによるロシア軍の後方の連絡線などを攻撃し、更なる欺瞞攻勢の信頼性を向上させるように仕向けた。

### ロシアの攻勢

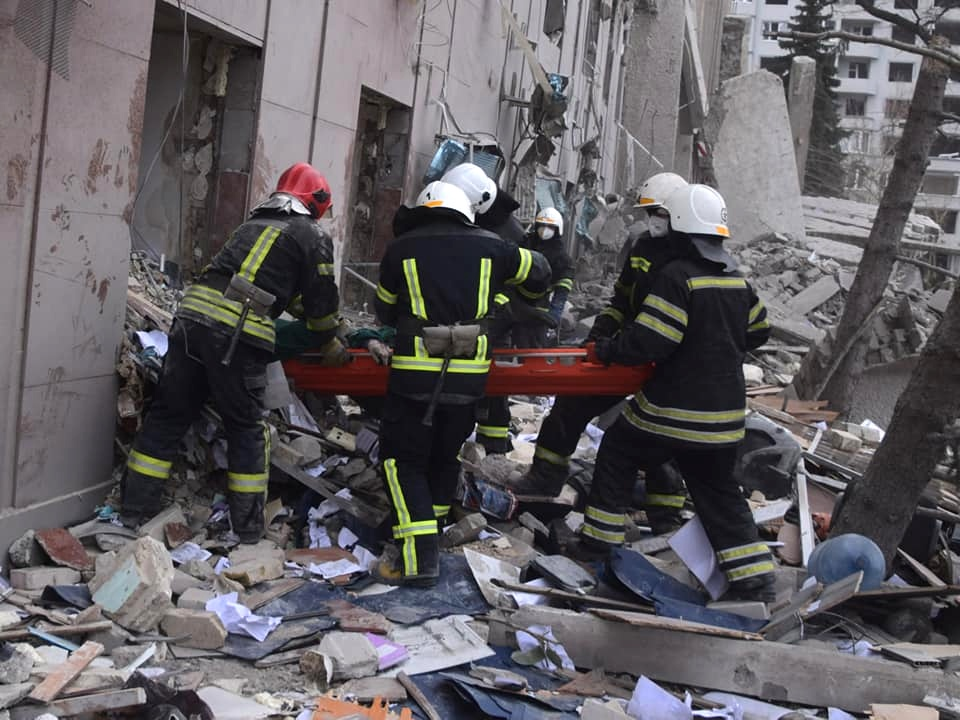
ファーストレスポンダーがムィコラーイウ州庁舎への爆撃の後、仕事をする、2022年3月29日

ウクライナ南部攻勢では、ロシア軍はヘルソン州、ムィコラーイウ州、ザポリージャ州に侵攻した。初期には、ロシア軍がメリトポリやヘルソンなどウクライナ南部の複数の都市を占領し、南東からオデーサに向かうためにウクライナ軍をムィコラーイウまで後退させたが、ボズネセンスクの戦いの後に後退させられた。ザポリージャ州では、ロシア軍が北上し、エネルホダル包囲戦で勝利して、エネルホダルとザポリージャ原子力発電所を占領した。また、ロシア軍は東進し、ドネツィク州とザポリージャ州の境に達した。

#### ロシアの占領
ロシア軍は3月2日にヘルソン州の占領統治を開始した。伝えられるところでは、占領当局は、町内の広場にウラジーミル・レーニンの像を立て、現地の学校制度にロシアのカリキュラムを導入し、インターネットのサーバーをロシアへと経路変更し、ロシアのパスポートを発行し、ロシアの通貨・ルーブルの流通を開始したという。7月初旬の頃には、ヘルソン州の95%とザポリージャ州の70%を支配していた。伝えられるところでは、2地域の数百人の市民がロシア当局に拉致されたとされる。
5月下旬に、ロシア政府は両州の併合計画を承認し、伝えられるところでは、ザポリージャ州の占領地域において条件が設定されていたという。イギリスの諜報機関によれば、ロシア当局により2022年の暮れに両州の併合のための住民投票の実施が計画されたが、ウクライナ軍に後退させられる恐れがある中で、すぐに秋に変更された。この住民投票は、西側の多くの報道機関や政府当局により「見せかけ」と表現されている。

### ウクライナの反撃
7月9日以前には、ウクライナ軍が多数の小規模反撃を行い、ロシア軍に守勢を強いた。3月11日頃には、ロシアの攻勢がムィコラーイウ州内の多数の戦線で行き詰まり、月末頃の段階的な撤退につながった。4月、ウクライナは、敵軍をヘルソン州との境界へ南に押し返したと発表した。
4月18日、ロシア軍、ドネツク人民共和国 (DPR) 軍、ルガンスク人民共和国 (LPR) 軍は、ドンバスの戦いを始め、必然的に、軍のほとんどが東部に移動することになった。ウクライナ軍はこの状況を上手く利用し、ヘルソン州とザポリージャ州のかつての位置まで前進した。ウクライナ軍の反撃により、ロシア軍はインフレツィ川の南の境に沿って設置されていた複数の陣地から追い出された。5月下旬、ウクライナ軍はすでにザポリージャ州とドネツィク州の境で小規模な反撃を行っていた。
6月1日頃には、戦争研究所は、ヘルソン州でのウクライナ軍の反撃は成功に達し、インフレツィ川沿いのロシア軍の陸上後方連絡線を混乱させたと評価した。6月を通して、ダヴィドフ・ブロドの戦いでウクライナ軍がヘルソン州北西部とザポリージャ州北部の一部を奪還したが、ロシアの防衛線は当初の計画通りには後退しなかった。

### パルチザンの戦闘
占領地域で多くのパルチザン戦が報告されている。メリトポリでは、ウクライナの抵抗勢力の首脳が、6月5日頃までにロシア兵士100人を殺害したと発言した。ヘルソンでは、ウクライナの抵抗勢力が、ロシア兵士が頻繁に訪れるカフェを爆撃し、ロシアへの協力者が死亡し、ロシアの軍事インフラが破壊された。弾薬と敵軍への支援を遮断するために、線路が破壊され、橋が爆破される事態が相次いで報告されている。

## 前兆
最初、ウクライナ当局は、6月の中旬から下旬にかけて、「2022年8月頃にはウクライナの反転攻勢により目に見える結果が出てしかるべきである」と発言し、大規模な反転攻勢の実行を言外にほのめかしていた。6月15日には、ウクライナの将軍が、もしウクライナに武器が供与されるならば、夏頃には大規模な反転攻勢を開始できるだろうと発言した。
7月5日、ウクライナ軍はメリトポリにあるロシア軍の前哨基地に爆撃作戦を仕掛け、伝えられるところでは兵士200人が死亡したとされる。7月7日、ウクライナ軍はズミイヌイ島を奪還し、重要な海路と穀物の輸出路が使用できるようになった。
その間、ロシア軍はヘルソン州とザポリージャ州の支配を強化しようとした。ロシアはヘルソン州で生まれた新生児に対して自動的にロシア市民権が付与されるだろうと発言し、ヘルソン州がロシアの一部であるとほのめかした。

### 作戦の予告
7月9日朝、ウクライナ政府は、反転攻勢のためにヘルソン州とザポリージャ州の住民に対して避難するように呼び掛けた。特に占領下のヘルソン州の住民には、反転攻勢を生き延びるためにシェルターの作成を呼び掛けた。副首相兼一時的占領地域再統合大臣のイリーナ・ヴェレシュチュクは、「ウクライナ軍がもうすぐやって来る」と発言し、近日中に戦闘と砲撃が激しくなると警告した。
7月9日、ゼレンスキー大統領は、南部作戦管区を含め、ウクライナ軍に対し、ロシアに占領された領土を奪還するように命じた。同日、国防大臣のオレクシー・レズニコウは、反撃のために総勢100万人規模の軍勢を集めていると発言した。その後、レズニコウは、取材において誤解があり、100万人はウクライナ軍や警察などを合わせた総人数とし、さらに、「特別攻勢作戦」はないとした。

## 戦闘

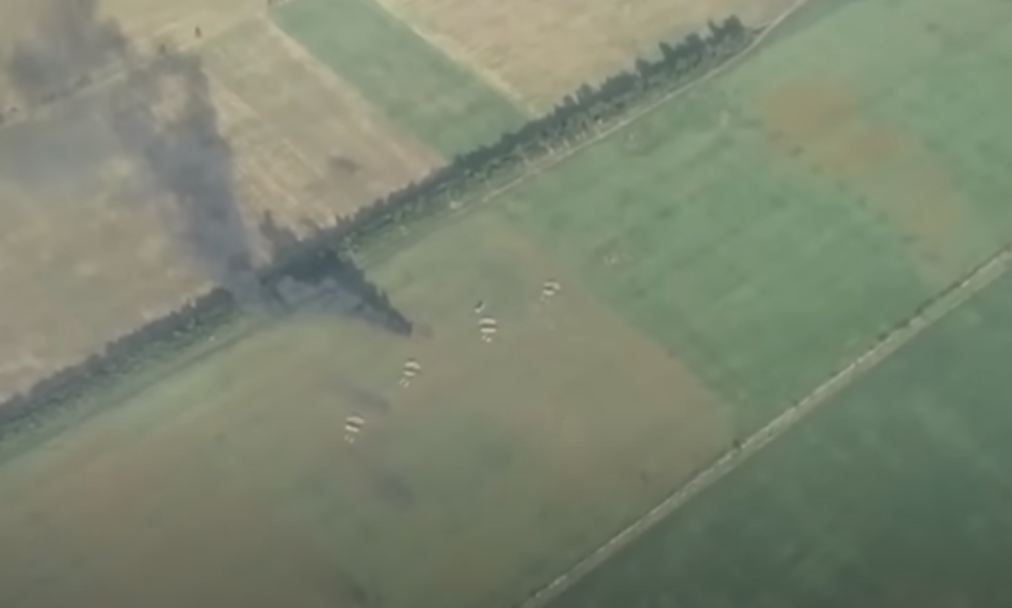
ムィコラーイウ州でのロシア武器庫へのウクライナの砲撃、2022年7月13日

7月11日、ウクライナ軍はヘルソン州のイヴァニウカを奪還したと発表した。ウクライナ軍はノーバカホフカとヘルソン市のロシア軍司令部をHIMARSのミサイルで攻撃し、ロシアの士官12人と少将が死亡したと発言した。ウクライナ当局は、午後にはロシア軍が市街戦に備えてヘルソン市内にロードブロックを設置し、ドニプロ川の左岸に装備を移動させているとし、さらに、大規模な反撃が行われているとしてザポリージャ州の住民に避難を呼び掛けた。
7月12日、ウクライナ軍は、多数の軍事目標とインフラを攻撃した。
7月13日、ヘルソン地域軍政のトップは、ウクライナ軍がムィコラーイウ・ヘルソン・ザポリージャ戦線の全体に沿って反撃を行っていると発言した。
7月14日、ウクライナ軍はラデンスク（ヘルソン市から南東およそ26キロメートルのところ）にあるロシア軍の火薬庫とノーバカホフカにあるロシア軍の陣地（詳細不明）を破壊した。ウクライナ軍は、引き続き、ロシアの目標を攻撃し、翌週にはヘルソンに接近した。
7月19日、20日ウクライナ軍は、南部ヘルソン州でロシア軍が支配する、要衝の橋である「アントノフ大橋」をアメリカから供与されたハイマースで攻撃、破壊しトラックの通行ができない状態にした。これによりロシア軍の物資の補給ができなくなり、7月28日、イギリス国防省は、州都のヘルソン市が事実上、周囲から孤立したとする分析を明らかにした。
7月28日、ヘルソン州知事はウクライナ軍がヘルソン州の44の町や村、ヘルソン州の領土の15%を奪還したと主張した。

## ハルキウでの進軍（9月4日 - 10月2日）
ウクライナによる南部での欺瞞攻勢は成功し、ハルキウ州において殆どを奪還し、本攻勢における目的を果たした。ヘルソンでの南部反攻の最初の数日を過ぎ、ウクライナ軍はハルキウ州北東部でのより広範な反撃の一環で9月初旬に大きな利益を上げた。ウクライナは9月9日までに数百平方キロの領土を奪還したと主張した。
9月6日、バラクリヤの北に部隊を集中させたウクライナ軍は、バラクリヤ、ヴォロヒフ・ヤール、シェフチェンコヴェの方向に攻撃を続けた。接触線上で、ウクライナ軍はDPRの軽武装部隊の抵抗に遭った。ウクライナ軍は、クピャンスクとイジュームに向けてロシア支配地域に少なくとも20キロ進入し、約400平方キロメートルの領土を奪還した。
9月8日、ウクライナ軍はイジュームの北にあるロシアの防御陣地の奥深く50キロメートルまで前進した。ロシア国家警備隊は、イジュームの北西約44kmにあるバラクリヤ市の支配権を失った。バラクリヤ市では、ロシア国家親衛隊のSOBRの部隊が包囲され、その後ロシア国家親衛隊が撤退し、市はウクライナ軍の支配下に置かれた。また、ウクライナ軍は20を超える集落の支配権を奪還した。市の付近で、ウクライナ軍は同軍のロケット・砲兵中央総局の最大の弾薬貯蔵基地を占領した。
9月9日、ハリコフ州の占領当局は、イジューム、クピャンスク、Velykyi Burlukからの住民の「避難」を発表した。同日後半、ウクライナ軍は、前線のロシア軍への補給を行ういくつかの主要鉄道線のジャンクションとして戦略上重要な都市クピャンスクに到達した。ある映像には、ウクライナの武装車両がリマンに向かっている様子が映っていた。
クピャンスクとイジュームの両方にロシアの予備役が援軍として送られ、ロシアの軍事ジャーナリストのYevgeniy Poddubnyによると、援軍は陸路及びMi-26ヘリコプターで配備されているという。彼は「ヘリは接触線沿いの全ての着陸地点に着陸している」と述べた。クピャンスクは主要な鉄道ハブの場所であり、イジュームはドネツク地域への攻撃を開始するために使われている。
9月10日、伝えられるところではウクライナ軍がイジュームを奪還した。
10月1日にはドネツク州のリマンが解放された。

## 死傷者

### 軍の死傷者
ロシアはウクライナ軍の死傷者数を散発的に提供している。ウクライナ南部作戦管区は、ロシアの死傷者の毎日の推定を提供した。
| 内訳                    | 死傷者              | 期間             | 出典                       |
| ----------------------- | ------------------- | ---------------- | -------------------------- |
| ウクライナ軍 (ZSU, NHU) | 3,860人以上が死亡   | 8月29日 - 9月8日 | ロシア国防省               |
| ロシア連邦軍            | 1,127人死亡 3人捕虜 | 8月29日 - 9月7日 | ウクライナ陸軍南部作戦管区 |